# Droits LGBT en Jordanie

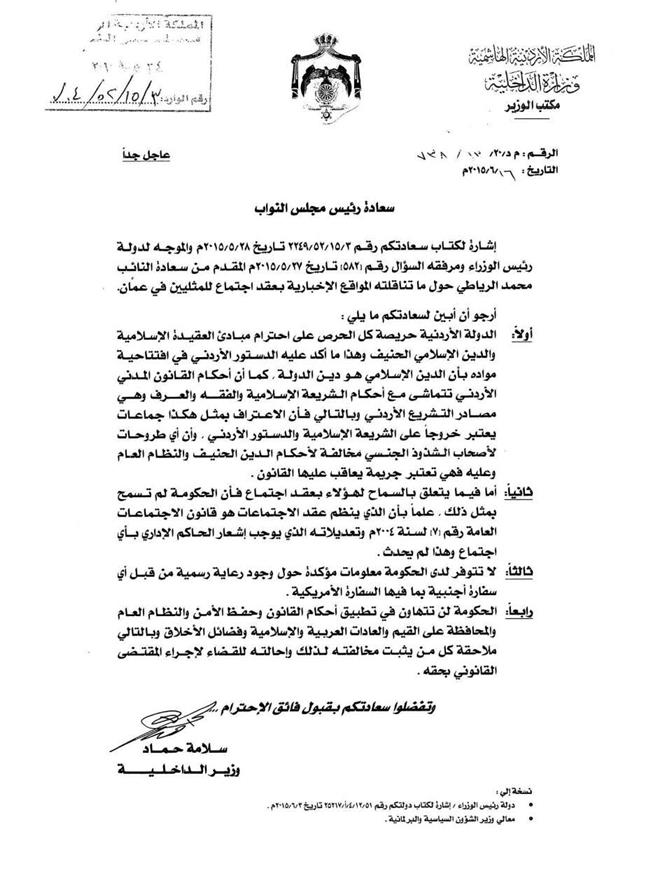
Déclaration du ministre de l'Intérieur jordanien sur les évènements LGBT.

Les droits des personnes lesbiennes, gays, bisexuelles et transgenres (LGBT) en Jordanie s'améliorent. Les comportements homosexuels entre adultes consentants sont légaux en Jordanie.

## Code pénal
En 1951, une révision du code pénal jordanien a légalisé la sodomie tant qu'elle est privée, entre adultes consentants. L'âge du consentement est fixé à 16 ans.
Le code pénal jordanien ne permet plus aux membres de la famille de battre ou de tuer un membre de leur propre famille dont ils considèrent la sexualité « illicite », c'est-à-dire une sexualité interprétée comme un déshonneur pour toute la famille.
En 2013, le code pénal récemment révisé, rend les crimes d'honneur, considérés auparavant comme une justification légale pour assassiner, illégaux.
En 1999, une famille jordanienne vivant aux États-Unis a battu à plusieurs reprises leur fille adulte et a tenté de la renvoyer de force chez elle, en Jordanie, après avoir découvert qu'elle était lesbienne.

## Sources